# Châu Huệ Mẫn
Châu Huệ Mẫn (chữ Hán: 周慧敏; bính âm: Zhōu Huì Mǐn/ Vivian Chow) (sinh ngày 10 tháng 11 năm 1967) là ca sĩ và diễn viên được yêu mến ở Hồng Kông. Năm 1992 cô tham gia diễn xuất với vai Mai trong bộ phim truyền hình Đại Thời Đại của TVB. Trong suốt sự nghiệp của mình, cô nổi tiếng là một ngôi sao tốt bụng và khiêm tốn. Tính cách và thái độ của cô đối với người hâm mộ và đồng nghiệp trước sau không đổi. Cô rất yêu thích động vật, đã nuôi một vài con chó và mèo.
Sau khi tham dự cuộc thi tìm kiếm ca sĩ vào năm 1985, Châu Huệ Mẫn đã trở thành DJ cho đài phát thanh và truyền hình Hồng Kông suốt hai năm.
Sau buổi hòa nhạc năm 1994, Châu Huệ Mẫn nhận ra rằng cuộc sống cá nhân mới là quan trọng chứ không phải sự nổi tiếng hay vinh quang. Chính vì vậy cô đã dần tách ra khỏi giới giải trí Hồng Kông và ngừng hẳn vào cuối thập niên 90 khi người yêu lâu năm của cô, Joe Ngai, di cư tới Vancouver, Canada. Tuy nhiên công chúng vẫn còn nhìn thấy cô trong những chuyến quay lại Hồng Kông dài ngày thăm mẹ. Gần đây Châu Huệ Mẫn đã quay về Hồng Kông sống và làm người phát ngôn cho một công ty mỹ phẩm là Phillip Wain International.
Cô đã kết hôn với Nghê Chấn-Joe Nieh năm 2009 và quyết định không sinh con để giữ nhan sắc theo thời gian dù trước đó bị mẹ chồng phản đối kịch liệt về điều này. Sang tuổi 50,cô vẫn được mệnh danh là một trong mỹ nhân không tuổi thế hệ 6x của Hồng Kông!

## Những năm tháng đầu tiên
Châu Huệ Mẫn sinh tại Hồng Kông và được một mình mẹ nuôi lớn. Cùng trong năm Châu Huệ Mẫn ra đời, cha cô chết vì bệnh tim. Lớn lên chút nữa, Châu Huệ Mẫn học tại trường ngôi Thiên chúa giáo mang tên Thánh Stêphanô (St. Stephen's Church College), tốt nghiệp hạng (A-) (lớp 7). Cô mơ ước trở thành ca sĩ và họa sĩ. Sau này cả hai ước mơ đều hoàn tất (Châu Huệ Mẫn cách đây không lâu đã mở buổi triển lãm tranh của mình)

## Trong ngành giải trí

### Truyền thanh
Sau Trung học, Châu Huệ Mẫn tham gia cuộc thi "Giọng hát mới-lần 4" (The Fourth Annual New Talent Singing Awards) năm 1985. Phải nói thêm về cuộc thi này, là nơi đã phát hiện nhiều tài năng trẻ sau này đều đạt thành công rực rỡ: Trương Học Hữu, Lương Hán Văn...
Trong đêm thi, Châu Huệ Mẫn hát bài: Tình tối cao (最愛), một bài hát của tác giả người Nhật: Kashiwabara Yoshie (柏原芳恵). Năm đó cùng thi đua với Châu Huệ Mẫn là: Tô Vĩnh Khang (蘇永康) và Lý Khắc Cần (李克勤). Châu Huệ Mẫn không thắng được cuộc thi, nhưng cô không nản lòng, vẫn nuôi mộng làm ca sĩ. Sau đó cô bước chân vào ngành giải trí với vai trò đầu tiên là làm "DJ" (Disc Jockey) cho đài phát thanh Radio Television Hong Kong năm 1987.
Làm DJ cho RTHK, Chu cũng từng hóa thân làm nhân vật chính cho 3 vở: "Love in the Summer" (夏之戀) (vai Đông Đông), "The Teenage Period" (青蔥歲月) (vai Fong Ka Yiu), và "Life in Paris" (在巴黎的日子) (vai Joyce).

### Điện ảnh
Năm 1988, Chu xuầt hiện lần đầu trên màn ảnh trong bộ phim hài rất ăn khách "Heart to Hearts" (三人世界) (Tam nhân thế giới còn gọi là Thế giới 3 người). Chu đóng vai con cưng của Carol Cheng, một người mẹ lúc nào cũng bênh và bảo vệ con quá đà. Trong vở đó vai nam chính là Lâm Tử Tường. Với vai này, Chu đạt "Diễn viên trẻ triển vọng nhất" ('Best New Performer') cuối năm 1989.

#### Phim truyền hình
- Thời đại bố già / Đại thời đại (1991) - vai Mai
- Vương Trùng Dương của TVB phát hành năm 1992, vai Trình Nhược Thi Ching Yuek-see, mẹ Vương Trùng Dương
- Sân khấu phong vân / Điệp vụ sân khấu (1995) - vai đào hát Cúc Tiên / nữ tình báo chính phủ

#### Tác phẩm điện ảnh
- 三人世界/Heart to Hearts (1988)
- Path of Glory (1989)
- 風雨同路/The Unmatchable Match (1989)
- 精裝追女仔(三)/The Romancing Star III (1989)
- 相見好/Happy Together (1989)
- 小男人周記/Yuppie Fantasy (1989)
- 玩命雙雄/Goodbye Hero (1990)
- 三人新世界/Heart Into Hearts (1990)
- Fun & Fury 3 (1991)
- 女校風雲之邪教入侵/Angel Hunter (1991)
- 三人做世界/Heart Against Hearts (1991)
- 妖魔道/Devil's Vindata (1991)
- Yes!一族/Fruit Bowl (1991)
- 石頭記 (1992)
- 血染黎明 (1992)
- 八月鬱金香 (1992)
- 藍江傳之反飛組風雲/Arrest the Restless (1992)
- The Kung Fu Scholar (倫文敘老點柳先開 (1992)
- Girls Without Tomorrow (現代應召女郎 (1992)
- 夏日情人/Summer Lovers) (1992)
- 風塵三俠/Tom, Dick, and Hairy (1993)
- 走上不歸路/No Regret, No Return (1993)
- 清官難審/Family Affairs (1994)
- 我愛法拉利/To Love Ferrari (1994)
- 金裝香蕉俱樂部 (1996)
- All for love(2010)
- Cà phê,đợi và yêu/Cafe,Waiting Love(2014)

### Âm nhạc
Cùng trong năm đoạt giải 1989, Chu cũng phát hành album đầu tiên mang tên. Album tên "周慧敏" (Châu Huệ Mẫn). Thường thường những album đầu tiên ca sĩ thương lấy chính tên mình để gây ấn tượng cho thính giả. Album đầu chỉ có 4 bài, mục đích chính là chỉ muốn thử tìm hiểu thái độ dư lận trước ngôi sao mới này. Doanh thu bán không tệ, Châu Huệ Mẫn bắt đầu có được lượng fan ái mộ đông đảo riêng của mình sau 2 album tiếp theo: "VIVIAN" và "情迷" (Tình mê) năm 1990
Thừa thắng xông lên; hãng dĩa cho Châu Huệ Mẫn ra album ồ ạt. 5 albums mới năm 1991, 6 album khác trong năm 1992-1993. Châu Huệ Mẫn còn phải bị bắt đi học thêm tiếng phổ thông để có thể phát âm chuẩn xác hơn, để hãng phát hành có thể tung ra album tiếng Phổ thông "流言" (Lời hứa trôi đi).
Khán thính giả có ấn tượng với Châu Huệ Mẫn về một hình tượng tượng tinh khiết, thanh cao, trong sáng, dễ thương, hồn nhiên. Cho nên khán giả yêu mến đã ưu ái gọi cô bằng biệt danh "Bích ngọc". Thật ra khả năng diễn xuất và giọng ca của Chu không phải đạt đến độ chín mùi như các diễn viên, ca sĩ lão làng khác, cho nên co hay bị báo chí chê bai. Nhưng dù sao thì lượng fan hâm mộ vẫn tăng lên không ngừng. Nhất là giới học sinh thì cảm thấy cái hình tượng này rất là gần gũi. Họ vẫn ủng hộ cô cho đến ngày hôm nay, sau nhiều năm giã từ làng giải trí. Với sắc đẹp trời cho, vóc dáng tiêu chuẩn (Chu cao gần 1m70), gương mặt thanh tú, giọng ca trong trẻo, hình tượng diễn xuất có duyên. Giới hâm mộ, nhất là học sinh đã gọi cô ưu ái dưới cái tên khác ngoài "Bích ngọc" là "Ngọc nữ chưởng môn nhân" (玉女掌門人).
xxxxnhỏ|Châu Huệ Mẫn hồi trẻ vào những thập niên 90 Hong Kong]]

#### Danh sách một số các bài "hits" ngày đó của Châu Huệ Mẫn
- Tình miên man 情未了 (hát với Hoàng Khải Cần 黃凱芹)
- Ngày mai tình sẽ đến 真愛在明天 (hát với Lê Minh 黎明)
- Yêu lần cuối cùng 街燈愛到最後 (hát với Lê Minh 黎明)
- Ngàn ưu ái dành cho một người 萬千寵愛在一身 (hát với Lý Khắc Cần 李克勤)
- Tri kỷ 知己 (hát với Thái Chánh Tiêu 邰正宵)
- Lưu trú Thu sắc 留住秋色 (hát với Trương Học Hữu 張學友) (nhạc phim TVB "Như lai thần chưởng tái xuất giang hồ" 如來神掌)
- Tự kỷ đa tình 自作多情
- Con tim si tình đổi lấy tình thâm 痴心换情深
- Luyến khúc Sha La La 戀曲 SHA-LA-LA
- Mùa Đông lãng mạn 冬日浪漫
- Nếu anh hiểu lòng em 如果你知我苦衷
- Nỗi đau trái tim cô đơn 孤单的心痛
- 天荒愛未老
- 盡在不言中

#### Dĩa hát đã phát hành
- Châu Huệ Mẫn 周慧敏 (1989)
- VIVIAN (1990)
- Tình mê 情迷 (1990)
- A LONG AND LASTING LOVE (1991)
- ENDLESS DREAM (1992)
- 周慧敏真情經選 (1992)
- Mùa Đông lãng mạn 冬日浪漫 (1992)
- Lưu ngôn 流言 (1992)
- 盡在不言中 (1993)
- Tình tối cao 最愛 (1993)
- 心事重重 (1993)
- 新曲+經選 (1993)
- 離開憂鬱的習慣 (1994)
- 知己知彼對唱精選輯 (1994)
- 感情的分禮 (1994)
- Thành trường 成長 (1994)
- 紅葉落索的時候 (1994)
- Châu Huệ Mẫn 1994 Live concert 周慧敏'94美的化身演唱會 (1995)
- một chút yêu đương 多一點愛戀 (1995)
- 處處留情 (1995)
- 情迷心竅 (1995)
- Thời gian 時間 (1996)
- Nhiệt mẫn 熱敏 (1996)
- 周慧敏的敏感地帶 (1997)
- 回憶從今天開始 (1997)
- 萬千寵愛30首 (1998)

## Sách đã viết
- Bengal Cat- 我的貓兒子周慧豹 (2004)